# Martslovene
Martslovene, også kaldet Aprillovene, var en serie af love præsenteret af Kossuth Lajos med det mål at modernisere Kongeriget Ungarn til en nationalstat. Programmet inkluderede ungarsk kontrol over nationalgarden, nationalbudgettet og ungarsk udenrigspolitik og ligeledes afskaffelsen af livegenskabet. De blev vedtaget af Diet i marts 1848 i Pressburg (nu Bratislava) og underskrevet af Ferdinand 1 på Primates Paladset i Bratislava den 11. april 1848, som en reaktion på Revolutionen i Ungarn i 1848. Da revolutionen var blevet undertrykt i 1849, omstødte Østrig lovene og Ungarn fik ikke fuld autonomi før det Det Østrig-ungarske kompromis.